# Шен Шіцай
Шен Шіцай (кит. спр. 盛世才, піньїнь: Shèng Shìcái, 1895-1970) — генерал-губернатор Сіньцзяна в 1933-1944, його називали «князь Сіньцзяна».

## Життєпис
Народився в 1895 в Кайюані (провінція Ляонін). У молодості приєднався до Фентянської кліки. Го Сунлін відправив його вчитися в Японію, де він навчався в Університеті Мейдзі та Рікугун дайгакко. У 1927, завершивши навчання, він повернувся до Китаю і став служити при штабі НРА.
У 1930 посланий до Сіньцзяна для роботи разом з губернатором Цзінь Шуженем. У цей час Цзінь Шужень ліквідував сепаратистську державу в Хамі. Місцеві жителі у 1931 повстали та закликали на допомогу Ма Чжун'їна з провінції Ганьсу. Шен Шіцай, використовуючи білогвардійців, що осіли в Сіньцзяні, зумів відбити війська Ма і придушити повстання.
У 1933 білогвардійці, які служили у Цзінь Шуженя, збунтувалися проти нього. Цзінь Шужень був змушений бігти на територію СРСР, і губернатором Сіньцзяна став Шен Шіцай. За допомогою СРСР Шен Шіцай зміцнив свою владу в провінції, уклавши у відповідь на це з Радянським Союзом низку вигідних для СРСР угод.
У 1942 під враженням поразок СРСР у війні з нацистською Німеччиною Шен Шіцай став проводити антирадянську політику, видалив радянських радників і розв'язав репресії проти комуністів — зокрема стративши Мао Цземіня (брата Мао Цзедуна). Однак Шен Шіцай помилився в розрахунках і недооцінив ступінь недовіри Чан Кайші до нього. У серпні 1944 його усунуто з посади губернатора, отримавши натомість посаду міністра сільського та лісового господарства.
Вирушив із Сіньцзяна в Чунцін 11 вересня 1944. З ним йшло 50 вантажівок, які вивозили його майно, «зароблене» під час служби в Сіньцзяні (зокрема 1,5 тонни золота та 15 тонн срібла).
Після поразки Гоміньдану в громадянській війні разом з іншими урядовцями в 1949 евакуювався на Тайвань, де він і жив до своєї смерті.
У 1958 написав свої мемуари «Червоний провал у Сіньцзяні».
Помер 13 липня 1970 від інсульту у віці 74 років.